# 오로미아주

오로미아주

오로미아주의 기

오로미아주(암하라어: ኦሮሚያ ክልል)는 에티오피아의 주로, 주도는 아디스아바바(법률상 주도)와 아다마(사실상 주도)이며 면적은 353,632km2, 인구는 27,158,471명(2007년 기준), 인구밀도는 77.0명/km2이다.
오로미아주 내에는 9개의 시(City)가 있는데 그 중 부쇼프투(Buschoftu)는 인구 20만 명이 모여사는 곳이다. 오로모인 다수가 살고 있는 지역을 모아서 조직되었다.